# Adrian Heath
Adrian Paul Heath (Newcastle-under-Lyme, Staffordshire, Inglaterra; 11 de enero de 1961) es un entrenador y exfutbolista inglés. Recientemente fue el director técnico del Minnesota United FC de la Major League Soccer.
Como jugador destacó en el Everton inglés en la década de los 80, donde jugó seis temporadas en la First Division, ganó dos títulos de liga y una FA Cup. En 1988 fichó por el Espanyol, fue el primer jugador inglés en fichar por el club español.
Luego de su retiro, comenzó su carrera como entrenador en Inglaterra, para luego dirigir en los Estados Unidos en el Austin Aztex y luego en el Orlando City, siendo parte fundamental del paso del club de Orlando de la USL a la MLS.
Su hijo Harrison es futbolista profesional.

## Clubes y estadísticas

### Como jugador
| Club             | País       | Año         |
| ---------------- | ---------- | ----------- |
| Stoke City       | Inglaterra | 1979 - 1982 |
| Everton          | Inglaterra | 1982 - 1988 |
| Espanyol         | España     | 1988 - 1989 |
| Aston Villa      | Inglaterra | 1989 - 1990 |
| Manchester City  | Inglaterra | 1990 - 1992 |
| Stoke City       | Inglaterra | 1992        |
| Burnley          | Inglaterra | 1992 - 1995 |
| Sheffield United | Inglaterra | 1995 - 1996 |
| Burnley          | Inglaterra | 1996 - 1997 |

### Como entrenador
| Club                     | País           | Año       | PJ  | PG  | PE  | PP  | Rendimiento |
| ------------------------ | -------------- | --------- | --- | --- | --- | --- | ----------- |
| Burnley                  | Inglaterra     | 1996-1997 | 71  | 26  | 18  | 27  | 45.07%      |
| Sheffield United         | Inglaterra     | 1999      | 23  | 7   | 5   | 11  | 37.68%      |
| Coventry City (Interino) | Inglaterra     | 2005      | 3   | 1   | 0   | 2   | 33.33%      |
| Coventry City (Interino) | Inglaterra     | 2007      | 5   | 1   | 1   | 3   | 26.67%      |
| Austin Aztex             | Estados Unidos | 2008-2010 | 68  | 24  | 15  | 29  | 42.64%      |
| Orlando City (USL)       | Estados Unidos | 2011-2014 | 122 | 82  | 23  | 17  | 73.49%      |
| Orlando City             | Estados Unidos | 2015-2016 | 78  | 26  | 21  | 31  | 42.3%       |
| Minnesota United         | Estados Unidos | 2017-2023 | 248 | 92  | 56  | 100 | 44.63%      |
| Total                    | Total          | Total     | 616 | 259 | 151 | 206 | 50.22%      |

## Palmarés

### Como jugador

#### Títulos nacionales
| Título                         | Club       | País       | Año     |
| ------------------------------ | ---------- | ---------- | ------- |
| Football League First Division | Everton    | Inglaterra | 1984-85 |
| Football League First Division | Everton    | Inglaterra | 1986-87 |
| FA Cup                         | Everton    | Inglaterra | 1984    |
| Community Shield               | Everton    | Inglaterra | 1984    |
| Community Shield               | Everton    | Inglaterra | 1985    |
| Community Shield               | Everton    | Inglaterra | 1986    |
| Community Shield               | Everton    | Inglaterra | 1987    |
| EFL Trophy                     | Stoke City | Inglaterra | 1992    |

#### Títulos internacionales
| Título                      | Club    | País         | Año     |
| --------------------------- | ------- | ------------ | ------- |
| Recopa de Europa de la UEFA | Everton | Países Bajos | 1984-85 |

### Como entrenador

#### Títulos nacionales
| Título                     | Club         | País           | Año  |
| -------------------------- | ------------ | -------------- | ---- |
| USL Pro League             | Orlando City | Estados Unidos | 2011 |
| USL Pro League             | Orlando City | Estados Unidos | 2013 |
| USL Pro Commissioner's Cup | Orlando City | Estados Unidos | 2011 |
| USL Pro Commissioner's Cup | Orlando City | Estados Unidos | 2012 |
| USL Pro Commissioner's Cup | Orlando City | Estados Unidos | 2014 |

#### Distinciones individuales
| Distinción                       | Año  |
| -------------------------------- | ---- |
| Entrenador del año de la USL Pro | 2011 |
| Entrenador del año de la USL Pro | 2012 |